# Técnica de Willis-Mollay
Técnica de Willis-Mollay é um tipo de teste para identificação de ovos e larvas de alguns tipos de nematódeos e oocistos de protozoários. Nessa técnica, é utilizado o principio da flutuação (levitação), utilizando soluções de densidade elevada (NaCl p.ex.); com isso, os oocistos e os ovos, de densidade menor que a solucao, tendem a flutuar. Apos isso frequentemente observa-se na lamina do microscopio de objetiva 100 a presença de ovos, gorduras, fibras. Indicado para identificação de Ancilostomídeos, Enterobius vermiculares e Trichuris trichiura